# Hood.de
Hood.de ist ein deutscher virtueller Marktplatz. Hood nahm im Jahr 2000 als Online-Auktionshaus den Betrieb auf und ist heute im deutschsprachigen Raum tätig.
Dem Gründer von Hood.de, Ryan Richter-Hood, missfiel Ende der 90er Jahre, dass die damals aufkommenden Plattformen ihre Gebühren laufend anhoben und dabei seiner Meinung nach schlechten Kundenservice boten.
Dem wollte er nach dem Vorbild Robin Hoods eine Alternative entgegensetzen und gründete 1999 Hood.de.

## Geschäftsmodell
Hood.de ist eine Internet-Plattform für den Verkauf von beliebigen Waren.
Die Firma selbst tritt dabei nur als Vermittler eines Kaufvertrags zwischen Verkäufer und Käufer auf.
Hood.de berechnet für das Anbieten eines Artikels keine Einstell- oder Grundgebühren.
Private Verkäufer zahlten darüber hinaus keine Verkaufsprovision.
Für gewerbliche Verkäufe wird eine Verkaufsprovision zwischen 4 und 9 % erhoben, die sich nach der Kategorie des Artikels richtet.
Darüber hinaus kann jeder Verkäufer Premiumservices in Anspruch nehmen, wie Hervorhebungen und Marketing für sein Produktsortiment auf Hood.de.
Angebote können als Sofort-Kauf, optional mit Verhandlungs-Funktion, Auktion und im eigenen Hood-Shop präsentiert werden.
Zudem kann man per Preisvorschlag kaufen.
Käufer und Verkäufer können für jede Transaktion eine Bewertung vergeben.
Hood.de bietet für gewerbliche Händler verschiedene Shoplösungen an.
Ein umfangreiches Partnernetzwerk aus Versand-, Zahlungs- und Multi-Channel-Dienstleistern ermöglicht eine komfortable Katalogisierung von Produkten und Verwaltung von Bestellungen.

## Entwicklung
Im November 2012 strengte die Hood Media GmbH eine Klage gegen die „Preisparitätsklausel“ von Amazon an. Einige Jahre später, im Juni 2017, übernahm die Warenhauskette Karstadt gemeinsam mit ihrem österreichischen Mutterkonzern Signa Retail die Mehrheit an Hood.de.
Im Mai 2019 ging Hood.de eine Partnerschaft mit Klarna ein, wodurch Kunden die Möglichkeit erhielten, ihre Einkäufe in Raten oder per Rechnung zu bezahlen. Im Jahr darauf wechselte der Firmensitz laut Registergericht von Düren nach Köln.
Anfang 2023 gab die Plattform an, klimaneutral zu sein. Bis Juni 2023 verkauften nahezu 5000 Online-Händler ihre Waren über Hood.de. Schließlich wurde die Plattform im Februar 2025 vollständig vom Softwareunternehmen The Platform Group AG übernommen.